# E-Trade
E*TRADE Financial Corporation è una società statunitense con sede a New York e quotata al Nasdaq. Offre una piattaforma di trading elettronica per negoziare online attività finanziarie tra cui azioni, obbligazioni, contratti a termine, fondi negoziati in Borsa, opzioni, fondi comuni di investimento e investimenti a reddito fisso.  Fornisce inoltre servizi per i piani di proprietà azionaria dei dipendenti, l'amministrazione delle indennità per i prestiti agli studenti, i servizi di consulenza, i prestiti a margine, l'online banking e i servizi di gestione della liquidità. 

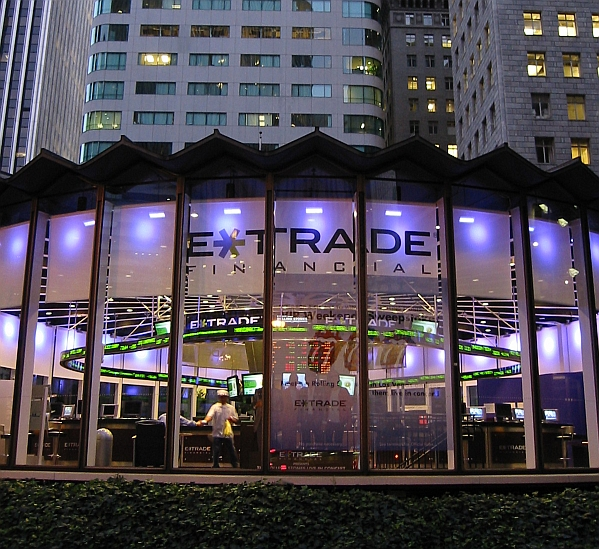
E*Trade Financial Center, San Francisco

## Storia
Nel 1982, William A. Porter e Bernard A. Newcomb fondano la PicoTrade Inc. a Palo Alto, in California. Nel 1991 Porter fonda una nuova società, la E*TRADE Securities Inc., con diverse centinaia di migliaia di dollari di capitale iniziale forniti da PicoTrade. In seguito la società venne riorganizzata ed emerse con il nome di E*TRADE, una delle prime società a specializzarsi nella negoziazione online di titoli.
Il 12 settembre 2016 E*Trade acquisì OptionsHouse per 725 milioni di dollari, Karl A. Roessner fu nominato CEO. Un anno più tardi, nell'ottobre 2017, E*Trade rilevò RIA, una società di depositi della Trust Company of America.
Nell'agosto 2019, Mike Pizzi fu nominato CEO. Quattro mesi più tardi, il 9 dicembre 2019, E*Trade rilevò Gradifi, una società di prestiti agli studenti.
Il 20 febbraio 2020 Morgan Stanley ha annunciato l'acquisizione di E*TRADE per 13 miliardi di dollari. Si tratta della più grande operazione bancaria negli Stati Uniti dalla crisi del 2008.